# Sainte-Fortunade
Sainte-Fortunade (en occitano Senta Fortunada) es una comuna y población de Francia, en la región de Lemosín, departamento de Corrèze, en el distrito de Tulle y cantón de Tulle-Campagne-Sud.
Su población en el censo de 2008 era de 1761 habitantes.
Está integrada en la Communauté de communes Tulle et Cœur de Corrèze.

## Demografía
| 1546 | 1378 | 1360 | 1619 | 1605 | 1718 | 1761 |
| Para los censos de 1962 a 1999 la población legal corresponde a la población sin duplicidades (Fuente: INSEE [Consultar]) |      |      |      |      |      |      |